# Сунь Івень
Сунь Івень (нар. 17 червня 1992 року) — китайська фехтувальниця на шпагах, олімпійська чемпіонка Олімпійських ігор 2020 року, бронзова та срібна призерка Олімпійських ігор 2016 року.

## Виступи на Олімпіадах
| Олімпіада           | Дисципліна          | Місце |
| ------------------- | ------------------- | ----- |
| Ріо-де-Жанейро 2016 | індивідуальна шпага | 3     |
| Ріо-де-Жанейро 2016 | командна шпага      | 2     |
| Токіо 2020          | індивідуальна шпага | 1     |
| Токіо 2020          | командна шпага      | 4     |
| Париж 2024          | індивідуальна шпага | 17    |
| Париж 2024          | командна шпага      | 4     |